# Виттонкур
Виттонку́р (фр. Vittoncourt) — коммуна во французском департаменте Мозель региона Лотарингия. Относится к кантону Фолькемон.	

## География
Виттонкур расположен в 22 км к северо-востоку от Меца. Соседние коммуны: Шанвиль на севере, Аденкур на юге, Ремийи на западе, Ансервиль на северо-западе.
К востоку от Виттонкура находится большой лесной массив.

## История
- Коммуна входила в епископальный шателени Ремийи.

## Демография
По переписи 2008 года в коммуне проживал 381 человек.

## Достопримечательности
- Следы древнеримского тракта.
- Церковь Сен-Грегуар 1876 года в неоготическом стиле.